# Josip Joška Broz
Ne doit pas être confondu avec Josip Broz Tito.
Josip « Joška » Broz (en serbe en écriture cyrillique : Јосип « Јошка » Броз ; né le 6 décembre 1947 à Belgrade et mort le 3 juin 2025 dans la même ville) est un homme politique serbe.
Il est le petit-fils du maréchal Josip Broz Tito, l'ancien président à vie de la république fédérative socialiste de Yougoslavie et de la Ligue des communistes de Yougoslavie (SKJ). De 2010 à 2022, il est président du Parti communiste (KP).

## Biographie

### Débuts
Josip Joška Broz naît à Belgrade en 1947. Il a trois ans au moment du divorce de son père Žarko Broz et de sa mère Tamara Veger ; lui et sa jeune sœur Zlatica vivent alors avec leur grand-père Josip Broz Tito et sa femme Jovanka. Après ses études élémentaires, il fréquente le lycée où il suit une année de cours avant de rejoindre l'école de mécanique de la capitale puis l'école forestière de Kraljevo. Il termine ses études supérieures à la faculté de sylviculture de l'université de Belgrade.
Josip Joška Broz travaille comme garde forestier puis comme tourneur-fraiseur ; il devient ensuite le gardien des zones de chasse de Tito puis est préposé à la sécurité de son grand-père jusqu'à sa mort, survenue le 4 mai 1980. Il travaille ensuite dans la restauration.

### Carrière politique
Pour les élections législatives du 28 décembre 2003, Josip Joška Broz tente d'emmener une coalition composée de 4 partis : le Parti des travailleurs de Yougoslavie (en serbe : Radnička stranka Jugoslavije), le Parti écologiste de Voïvodine (Ekološka stranka Vojvodine), le Parti nationaliste et socialiste des travailleurs, des chômeurs, des retraités et des paysans (Srpska nacionalna socijalistička stranka radnika, nezaposlenih, umirovljenika i seljaka) et le Parti yougoslave de la bonne volonté (Jugoslovenska stranka dobre volje). 
Le 19 avril 2008, Joška Broz participe au Congrès de l'unité des communistes de Serbie mais sans adhérer au parti uni. En 2009, il devient vice-président du Parti communiste de Serbie (PKS) de Veroljub Nedeljković mais il en est exclu dès le 10 juin.
Le 21 novembre 2009, il participe avec le Parti social-démocrate de Voïvodine et le NKPS de Nenad Kulić à une réunion à Novi Sad, en vue de collecter des fonds pour créer un nouveau Parti communiste. Dans le discours prononcé à cette occasion, il affirme que les autres partis communistes de Serbie ne sont que des « sectes communistes de l'ultragauche ». Lors de la même assemblée, Josip Joška Broz est élu président du parti nouvellement formé. Selon lui, le KP « doit être un parti de gauche moderne, qui plaide pour l'intégration européenne et l'achèvement de la privatisation en Serbie »[réf. nécessaire].
Aux élections législatives du 6 mai 2012, Josip Joška Broz et le Parti communiste se présentent seuls devant les électeurs avec une liste de 60 candidats ; elle obtient 28 977 voix, soit 0,74 % des suffrages, ce qui ne lui permet pas d'envoyer de représentant à l'Assemblée nationale de la république de Serbie.
Il est élu député à l'occasion des élections législatives 2016.

### Vie privée
Josip Joška Broz est marié quatre fois ; de son premier mariage, il a deux fils, Nebojša et Viktor, et, de sa dernière épouse, Dalida, il a une fille appelée Tamara.